# Polygonella fimbriata
Polygonella fimbriata är en slideväxtart som först beskrevs av Ell., och fick sitt nu gällande namn av Horton. Polygonella fimbriata ingår i släktet Polygonella och familjen slideväxter. Inga underarter finns listade i Catalogue of Life.